# Теодорит Васмадзидис
Теодорит (на гръцки: Θεοδώρητος, Теодоритос) е гръцки духовник, неврокопски митрополит от 1903 до 1907 година.

## Биография
Роден е в края на юни 1867 година в Сяр, тогава в Османската империя, днес Серес, Гърция, в семейството на Димитриос и Василики. Тъй като родителите му са бедни, е осиновен от семейството на Константинос и Евтимия Васмадзидис (Βασματζίδης) или Васмадзис (Βασματζής). Учи в сярско начално училище, а по-късно завършва и гимназия в родния си град при директора Йоанис Дельос и Сярското гръцко педагогическо училище от 1882 до 1885 година при директора Димитриос Марулис. Работи като учител в Мелник, но само след три седмици напуска и заминава за Станос на Халкидика. Престоят му в Станос също е кратък - 1885 - 1886 година, тъй като влиза в конфликт с митрополит Константий Ардамерски, който поради това, че Васмадзидис е учил при Марулис, го обвинява в „протестантство“. Преподава в Леригово (1886 - 1887) и Йерисос (1887 - 1888) на Халкидика и Мегало Казавито и Мариес на Тасос (1888 - 1889). В 1890 година продължава образованието си в богословското училище на остров Халки с подкрепата на митрополит Константин Маронийски. На 2 октомври 1894 година Константин Маронийски го ръкополага за дякон и в 1895 година завършва с отличен успех. Установява се в Цариград под покровителството на бившия патриарх Никодим Йерусалимски. На 14 юли 1897 година е ръкоположен за свещеник от митрополит Йоаким Ефески в Кидониес и веднага става архимандрит. Назначен е за архиерейски наместник във Вриула. Става духовен директор на църковната болница „Свети Николай“ и преподавател по религия в мъжкото и женското училище в Галата. През ноември 1899 година обаче подава оставка и се връща в Сяр. Предложен му е поста на архиерейски наместник на Ксантийската митрополия в Кавала, но той не приема. През май 1900 година заминава за Цариград и през юли е назначен за архиерейски наместник в Перамос на Кизическата митрополия. Остава поста едва до август 1900 година. Връща се в Цариград и е една година е ефимерий на болничния храм „Свети Николай“ в Галата. От 1901 до 1903 година преподава в гимназията и в женското училище в Сяр.
На 23 октомври 1903 година е избран и на 16 ноември 1903 година е ръкоположен за неврокопски митрополит в катедралния храм „Св. св. Теодор Тирон и Теодор Стратилат“ в Сяр. Ръкополагането е извършено от митрополит Григорий Серски в съслужение с митрополит Панарет Елевтеруполски и епископ Партений Поленински. Заема катедрата в началото на гръцко-българския въоръжен сблъсък в Македония и активно подпомага гръцките андартски чети. На 22 август 1906 година е избран за мелнишки митрополит, но отказва да приеме назначението и на 2 септември с писмо моли Патриаршията да се отмени прехвърлянето му и да остане неврокопски. Умира на 3/15 август 1907 година.
Името му носи улица в Сяр.